# Стари Багс
„Стари Багс” (енгл. Old Bugs) је приповетка америчког писца Хауарда Филипса Лавкрафта, вероватно написана пре јула 1919. године. Први пут је објављена у књизи The Shuttered Room and Other Pieces 1959. године.

## Радња
Са почетком прохибиције, сала за билијар Шихан у Чикагу постала је погано уточиште за тешке пијанице. Извесни Стари Багс, зрео човек нагризен пороцима, али, у дугим приликама, способан да покаже типичну осетљивост образованих људи ради тамо као чистач кухиње. Када млади Алфред Тревер, којег је његов пријатељ Пит Шулц иницирао на пут алкохола, стигне у таверну Шихан, Стари Багс ће покушати да га убеди да не направи исту грешку као он.

## Концепт
Лавкрафт је написао ову приповетку након што је његов пријатељ Алфред Галпин сугерисао да жели да проба алкохол пре него што прохибиција ступи на снагу. Као одговор на ово, Лавкрафт, трезвењак, написао је причу о остарелом одбаченом човеку познатом као Стари Багс, за кога се испоставило да је сам Галпин, уништен „злим навикама, које датирају од његовог првог пића које је попио годинама раније у осами у шуми”. На дну рукописа, Лавкрафт је написао: „Да ли ти је сада доста?” Жена чија је веридба са Старим Багсом отказана због његовог опијања, Еленор Винг, била је Галпинова колегиница у његовом средњошколском новинарском клубу.

## Пријем
Енциклопедија Х. Ф. Лавкрафта каже о делу: „Није ни приближно тако тешка као што делује, и заправо је мало ремек-дело комичне дефлације и самопародије.”